# グレイス・スリック

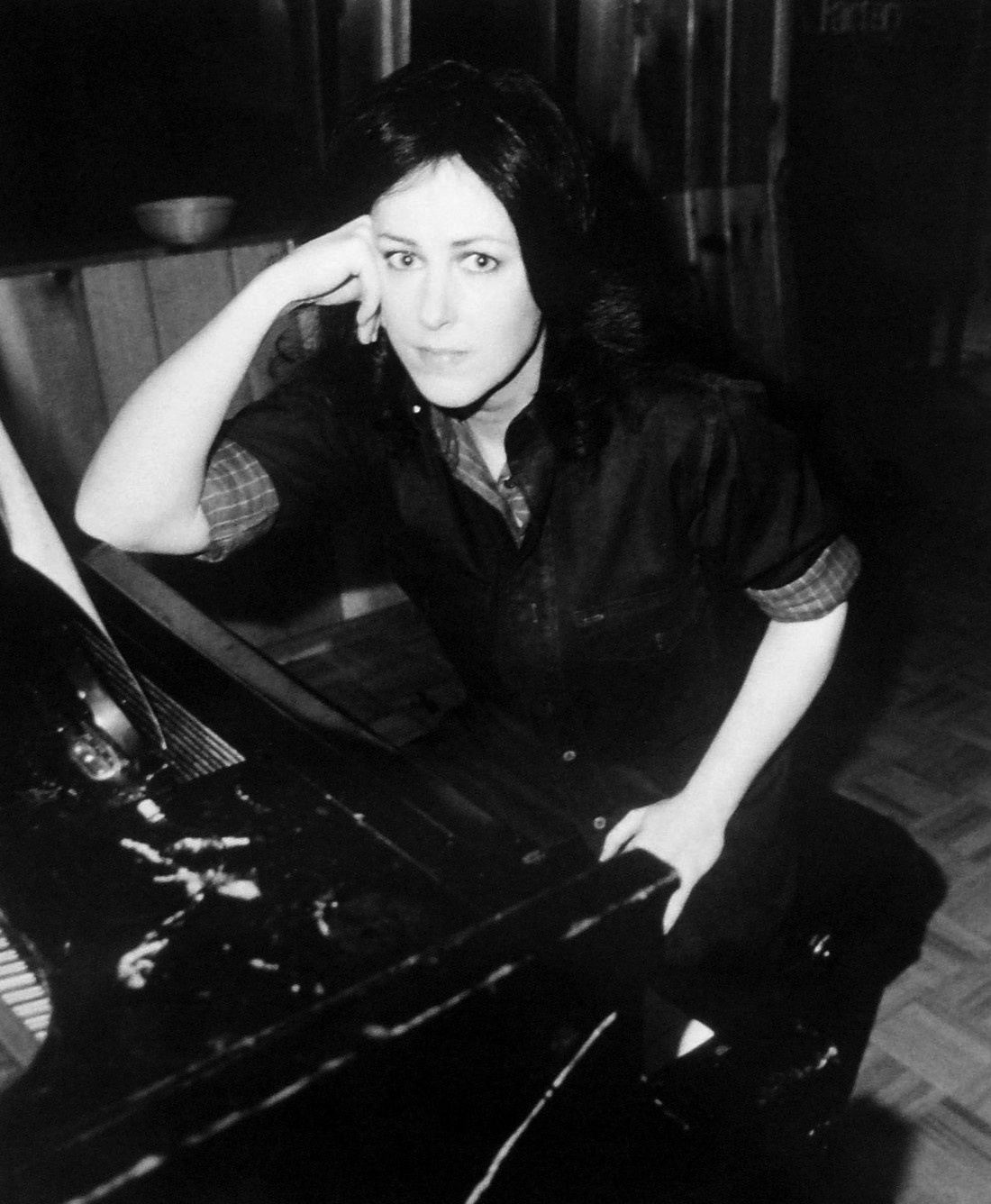
1968年～1971年頃

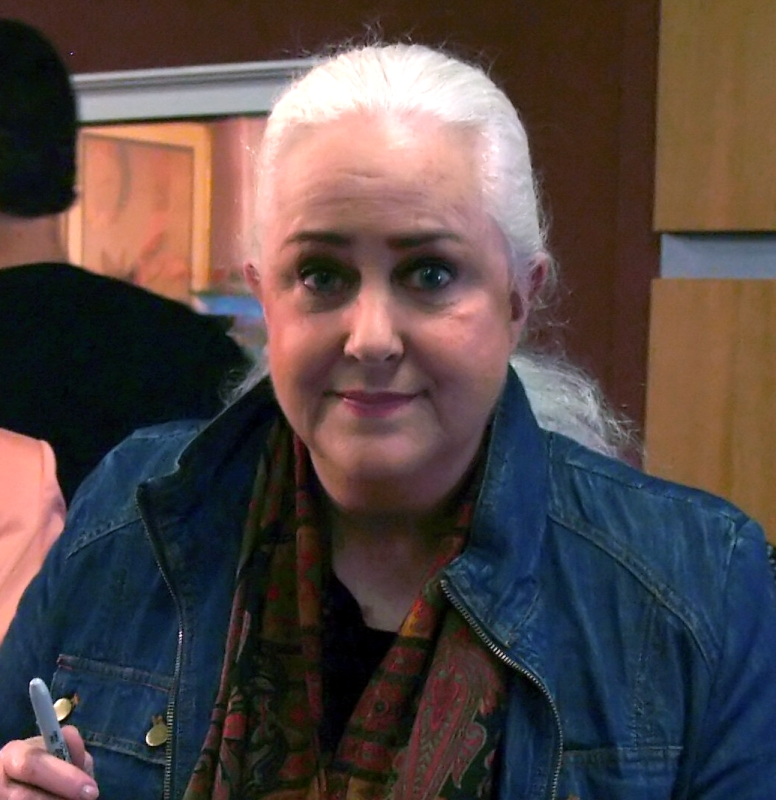
2008年

グレイス・スリック（Grace Slick, 1939年10月30日 - ）は、アメリカ合衆国のロック・ヴォーカリスト、画家。
1967年に加入したジェファーソン・エアプレインでの過激な言動が注目を浴び、アメリカの女性ロックスターの草分けの一人になった。ジェファーソン・エアプレイン解散後、引き続いてジェファーソン・スターシップ、スターシップで活動した。

## 略歴

### 生い立ち
イリノイ州ハイランドパーク生まれ。両親に連れられてロサンゼルスを経て1945年にサンフランシスコに転居した。
パロアルトの高校を卒業後、1957年9月から1958年の6月までマンハッタンのフィンチ・カレッジに在籍した。ニューヨークでフォーク・ミュージックに接してギターで幾つかの有名な曲を習い、グリニッジ・ヴィレッジのナイトクラブに通った。2年生の時にマイアミ大学に転校して芸術を専攻。当地で流行に敏感な人々の間で人気があったレニー・ブルースの下品な時事コメディを知り、マリファナを初体験した。
1959年、大学を去ってパロアルトに戻った。
1961年8月、ジェリー・スリックと結婚し、グレイス・スリックを名乗った。

### ジェファーソン・エアプレイン
シグニー・トリー・アンダーソンに続く2代目の女性ヴォーカリストとして、セカンド・アルバム『シュールリアリスティック・ピロー』から参加した。

### スターシップ
1988年、スターシップを脱退。

### 再結成ジェファーソン・エアプレイン
同年、元ジェファーソン・エアプレインのポール・カントナー、ヨーマ・カウコネン、ジャック・キャサディに合流。翌1989年にはマーティー・バリンも合流して、1966年から1970年までのメンバー6名のうち5名が参加した再結成が実現した。

### その後
1990年代に音楽界を引退して、画家としての活動を開始した。

## ディスコグラフィ

### ソロ・アルバム

#### オリジナル・アルバム
- Manhole（1973年）
- Dreams（1980年）
- Welcome to the Wrecking Ball!（1981年）
- Software（1984年）

#### 編集アルバム
- The Best of Grace Slick（1999年）

### 共作アルバム
- Sunfighter[注釈 2]（1971年）
- Baron von Tollbooth & the Chrome Nun[注釈 3]（1973年）

## 代表曲
- 「ホワイト・ラビット」（White Rabbit） – ジェファーソン・エアプレインの楽曲
- 「シスコはロック・シティ」（We Built This City） – スターシップの楽曲
- 「愛はとまらない」（Nothing's Gonna Stop Us Now） – スターシップの楽曲。ダイアン・ウォーレンとアルバート・ハモンドの共作。映画『マネキン』（1987年）の主題歌。同年、Billboard Hot 100で二週連続第1位、年間ランキングで第11位を記録した。

## 著書
- Slick, Grace; Cagan, Andrea (1999). Somebody to Love?: A Rock-and-Roll Memoir. Grand Central Publishing. ISBN 978-0446607834

## その他
- 1969年にNational Education Televisionで放送が開始された『セサミ・ストリート』エピソード１のアニメーション"Jazz Numbers"（#2-10）のボーカルを担当した。
- 松任谷由実が「グレイス・スリックの肖像」と題した曲を歌っている。シングル『守ってあげたい』（1981年）、アルバム『昨晩お会いしましょう』（1981年）収録。